# Alberto Manguel
Alberto Manguel, född  1948 i Buenos Aires, Argentina, är en argentinsk, kanadensisk, fransk författare och essäist.   
Manguel växte upp i Israel, där hans far var ambassadör. När han sedan flyttade hem till Argentina arbetade han extra i en bokhandel, där han kom i kontakt med författaren Jorge Luis Borges som på grund av sin blindhet behövde hjälp med högläsning, något som Manguel skildrat i boken Dagar med Borges. Under 1970-talet arbetade han som redaktör för flera europeiska publicister, och under denna tiden började han själv skriva noveller. 1982 flyttade Manguel till Toronto och blev kanadensisk medborgare, senare flyttade han till södra Frankrike, där han bodde i 15 år. År 2017 blev han utnämnd till chef för Argentinas Nationalbibliotek, och han flyttade då tillbaka till Buenos Aires .  

## Utgivet på svenska
- En historia om läsning, Ordfront, 1999 (A history of reading)
- Läsa bilder : en historia om kärlek och hat, Ordfront, 2002 (Reading pictures)
- Nattens bibliotek, Ordfront, 2007 (The library at night)
- Från fjärran land det kom ett bud, Ordfront, 2009 (News from a foreign country came)
- Dagar med Borges, Ellerströms förlag, 2014 (With Borges)